# Psilomelan

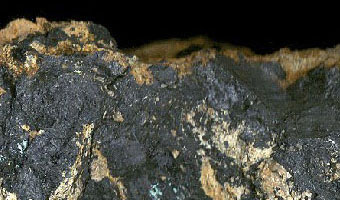
Psilomelan in der Form wie man ihn am häufigsten auffindet.

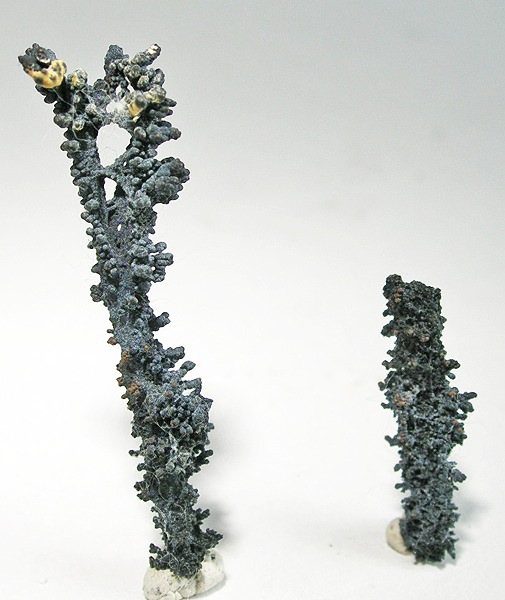
Psilomelanstalaktiten aus Bisbee, Arizona, USA

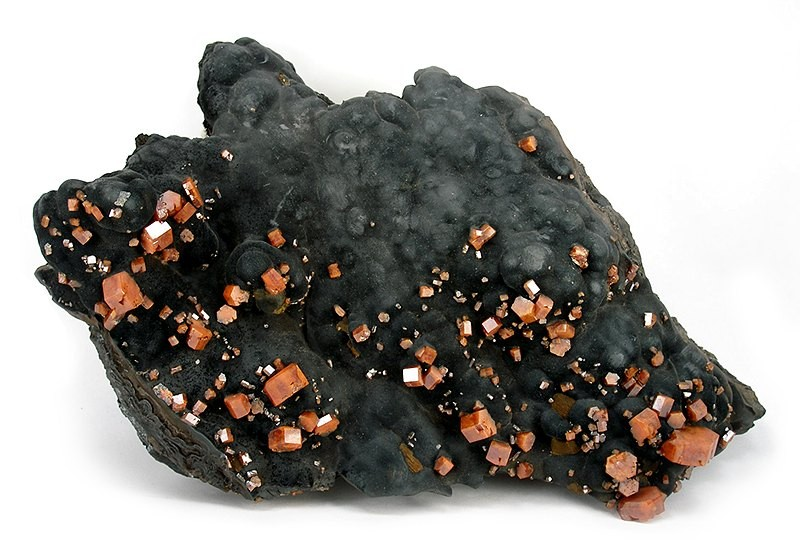
Knolliger Psilomelan mit Vanadinit aus Taouz, Provinz Errachidia, Region Meknès-Tafilalet, Marokko

Unter Psilomelan versteht man ein Hartmanganerz, das aus einer Mischung verschiedener Manganoxide besteht. Da allerdings hauptsächlich das Mineral Romanèchit enthalten ist, das auch unter dem Synonym Schwarzer Glaskopf bekannt ist, wird auch Psilomelan gelegentlich so bezeichnet. Da es eine Mischung aus verschiedenen Mineralien darstellt, wird Psilomelan heute nicht mehr als eigenständiges Mineral angesehen. 
Psilomelan tritt meist in kompakten, undurchsichtigen Massen von erdiger oder feinkörniger Konsistenz auf, ist aber auch in Form stalaktitischer oder dendritischer Aggregate von schwarzer bis braunschwarzer Farbe anzutreffen. Frische Proben weisen mitunter einen metallischen Glanz auf. Die chemische Zusammensetzung für Psilomelan wird mit (Ba,H2O)2Mn5O10 angegeben. 

## Besondere Eigenschaften
Wenn man Psilomelanpulver in einem Reagenzglas erhitzt, wird Wasserdampf frei, der an den Wänden des Glases kondensiert. In Salzsäure (HCl) ist es löslich unter Chlorentwicklung.

## Bildung und Fundorte
Psilomelan ist wie Pyrolusit ein typisch sedimentäres Mineral. Es kann aber auch sekundär in der Oxidationszone anderer Manganmineralien gebildet werden.
Große Lagerstätten von Psilomelan befinden sich vor allem in Georgien und der Ukraine. In Deutschland sind vor allem im Schwarzwald (Eisenbach) und im Sächsischen Erzgebirge größere Vorkommen zu verzeichnen.

## Verwendung
Wo Psilomelan in größeren Mengen auftritt, wird das Mineral zur Mangangewinnung abgebaut.